# Hoplophorella multituberculata
Hoplophorella multituberculata är en kvalsterart som först beskrevs av Balogh och Sandór Mahunka 1966.  Hoplophorella multituberculata ingår i släktet Hoplophorella och familjen Phthiracaridae. Inga underarter finns listade i Catalogue of Life.